# Bigyromonadea
Bigyromonadea Caval.-Sm. – klasa organizmów, która w klasyfikacji Cavallera-Smitha zaliczana jest do królestwa chromistów (Chromista).

## Systematyka i nazewnictwo
Według klasyfikacji Index Fungorum bazującej na Dictionary of the Fungi Bigyromonadea to takson monotypowy z jednym tylko gatunkiem:
- podklasa incertae sedis
  - rząd  Developayellales Caval.-Sm. 1997
    - rodzina Developayellaceae Caval.-Sm. 1997 
      - rodzaj Developayella S.M. Tong 1995 
        - gatunek Developayella elegans S.M. Tong 1995